# Mansaku Itami
Mansaku Itami (伊丹 万作, Itami Mansaku), de son vrai nom Yoshitoyo Ikeuchi (池内 義豊, Ikeuchi Yoshitoyo), né à Matsuyama (préfecture d'Ehime) le 2 janvier 1900 et mort à Kyoto le 21 septembre 1946, est un réalisateur et scénariste japonais.

## Biographie
Au collège de Matsuyama, Mansaku Itami fait la connaissance de Daisuke Itō qui le fera entrer plus tard dans le monde du cinéma et du futur poète Kusatao Nakamura. Tous trois fondent une revue littéraire amateure, Rakuten.
En 1920, Mansaku Itami et Daisuke Itō montent à Tokyo et partagent le même appartement. Itami commence à gagner sa vie comme illustrateur de revues. Deux ans plus tard, il retourne à Matsuyama pour y étudier la peinture. Mais n'ayant pas les moyens d'en vivre, Mansaku Itami exerce diverses activités, monte sans succès une affaire de restaurant, et suit une troupe d'acteurs ambulants.
En 1927, de retour d'un voyage à Taïwan, Itami est hébergé par Daisuke Itō à Kyoto. Itō, lui-même réalisateur, le recommande à une maison de production qui lui fera écrire ses premiers scénarios. Dès lors, Mansaku Itami a trouvé sa voie et travaille notamment avec Hiroshi Inagaki.
Les premiers films de Mansaku Itami ont pour vedette Chiezō Kataoka, pour qui il crée des personnages de films historiques d'un nouveau genre, plus humains et plus ordinaires, ainsi le héros de L'Espion Akanichi Kakita préfère son chat à son sabre et souffre de l'estomac. Dans les années trente, Mansaku Itami, grand amateur de cinéma occidental, contribue donc à renouveler le genre du film historique japonais (jidai-geki). Chez Itami, le film historique devient une comédie satirique qui pose un regard critique sur le système féodal. Ce regard critique lui vaut parfois des déboires, ainsi en 1932 son film Attaquants de nuit (闇討渡世, Yamiuchi tosei) sera tellement découpé par la censure que l'accueil du public et de la critique sera mauvais, car l'intrigue en était devenue incompréhensible, au grand désespoir d'Itami qui s'est énormément investi dans ce film. Attaquants de nuit conte l'histoire d'un samouraï qui, à la fin de l'ère féodale, se bat pour participer à la modernisation du pays mais doit faire face à des rōnin engagés par un seigneur pour écraser le mouvement.

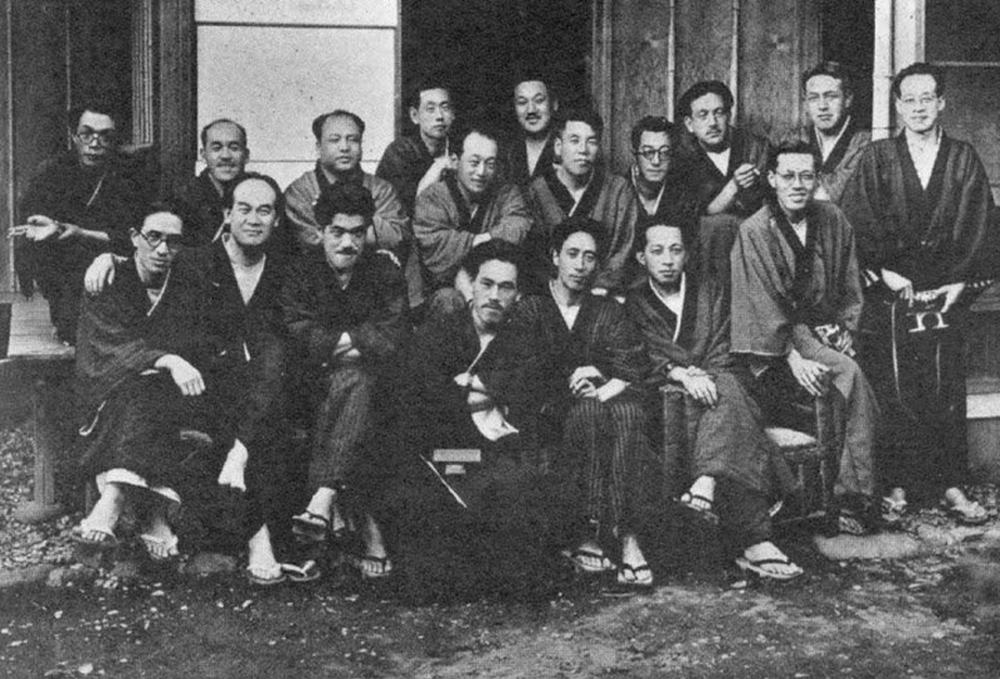
Fondation de la Directors Guild of Japan en 1936, Mansaku est le 4e au 1er rang en commençant par la gauche.

En 1937, Mansaku Itami participe à la première des deux coproductions entre le Japon et l'Allemagne nazie avec le réalisateur Arnold Fanck. Fanck et Itami se sont souvent affrontés pendant le tournage. Il en a résulté deux versions distinctes du film, La Fille du samouraï (Die Tochter des Samurai) côté allemand et La Nouvelle Terre (新しき土, Atarashiki tsuchi) côté japonais.
En 1938, atteint de tuberculose, Itami doit se résoudre à quitter les plateaux de tournage, sa dernière réalisation est La Légende du géant (巨人伝, Kyojin-den), une adaptation des Misérables, mais il continue à écrire des scénarios et des essais théoriques et critiques sur le cinéma. À la clinique, il prend sous son aile Shinobu Hashimoto, apprenti scénariste lui aussi malade, qui signera plus tard le scénario de Rashōmon pour Akira Kurosawa. De santé fragile, Mansaku Itami meurt en 1946 à Kyoto à l'âge de 46 ans.
Mansaku Itami a écrit 30 scénarios et réalisé 22 films. De ces derniers, peu nous sont parvenus. Il ne subsiste que ses films parlants, Le Jeune Homme capricieux (戦国奇譚 気まぐれ冠者, Sengoku kitan: Kimagure kaja), L'Espion Akanichi Kakita (赤西蠣太, Akanishi Kakita), Pays natal (故郷, Kyoko), Gonya et Sukeju (権三と助十, Gonza to Sukejū), La Nouvelle Terre (新しき土, Atarashiki tsuchi) et La Légende du géant (巨人傳, Kyojin-den). De ses films muets il ne subsiste que des fragments de L'Incomparable Patriote (国士無双, Kokushi musō).
Mansaku Itami est le père de Jūzō Itami.

## Filmographie
Sauf indication contraire, les titres en français se basent sur la filmographie de Mansaku Itami dans l'ouvrage Le Cinéma japonais de Tadao Satō.
- 1928 : Un flot de vengeance (仇討流転, Katakiuchi ruten?)

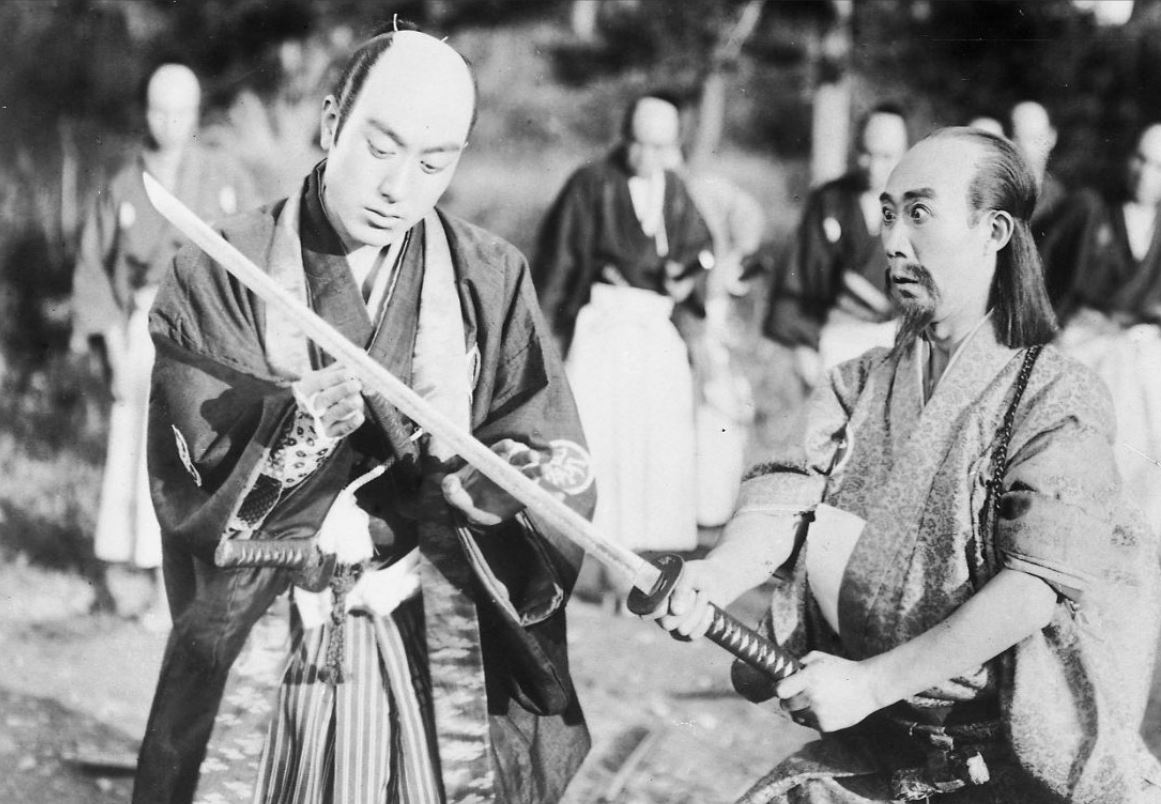
Chiezō Kataoka et Minoru Takase dans L'Incomparable Patriote (1932).

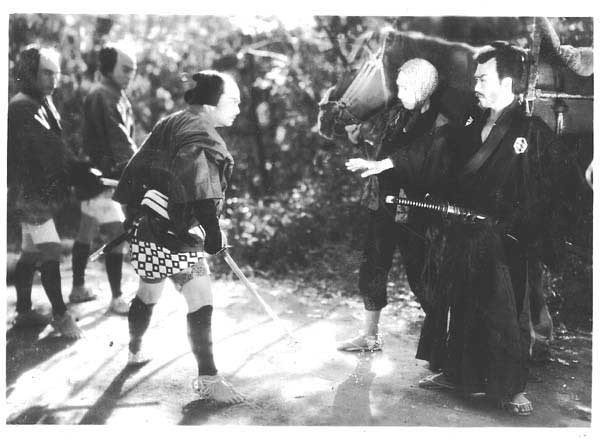
Chuji se fait un nom (1935).

- 1928 : Élégie de l'enfer I (続万花地獄 第一篇, Zoku banka jigoku : Daiippen?)[10]
- 1930 : Au-delà de la brise printanière (春風の彼方へ, Harukaze no kanata he?)
- 1930 : L'Apparition de Genji Kozō (源氏小僧出現, Genji Kozō shutsugen?)
- 1930 : Kodenji en fuite (逃げ行く小伝次, Nigeyuku Kodenji?)
- 1931 : La Réapparition de Genji Kozō (御存知源氏小僧, Gozonji Genji Kozō?)
- 1931 : Chikaratarō cousu d'or (金的力太郎, Kinteki Chikaratarō?)
- 1931 : Feux d'artifice (花火, Hanabi?)
- 1932 : L'Incomparable Patriote (国士無双, Kokushi musō?)
- 1932 : Attaquants de nuit (闇討渡世, Yamiuchi tosei?)
- 1932 : Tatsuji, affûteur de sabres (研辰の討たれ, Tokitatsu no utare?)
- 1933 : Le Flambeur tatoué (刺青奇偶, Horimono kigū?)
- 1934 : Cadeau d'un voyageur à Kiso (渡鳥木曾土産, Wataridori Kiso miyage?)
- 1934 : Grand Combat (武道大鑑, Budo taikan?)
- 1934 : Les 47 loyaux serviteurs (忠臣蔵 刃傷篇 復讐篇, Chūshingura Ninjō-hen : Fukushū-hen?)
- 1935 : Le Jeune Homme capricieux (戦国奇譚 気まぐれ冠者, Sengoku kitan : Kimagure kaja?)[11]
- 1935 : Chuji se fait un nom (忠次売出す, Chūji uridasu?)
- 1936 : L'Espion Akanichi Kakita (赤西蠣太, Akanishi Kakita?)[12]
- 1937 : Gonza et Sukejū (権三と助十, Gonza to Sukejū?)
- 1937 : Pays natal (故郷, Kyoko?)
- 1937 : La Nouvelle Terre (新しき土, Atarashiki tsuchi?)
- 1938 : La Légende du géant (巨人傳, Kyojin-den?) adapté des Misérables

## Principaux scénarios
- 1928 : Le Joueur errant (放浪三昧, Hōrō zanmai?) de Hiroshi Inagaki

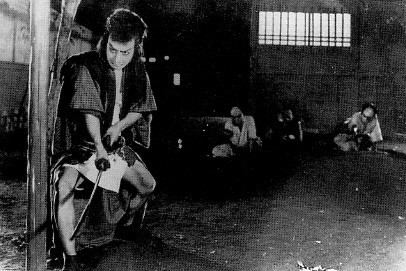
Le Joueur errant (1928)

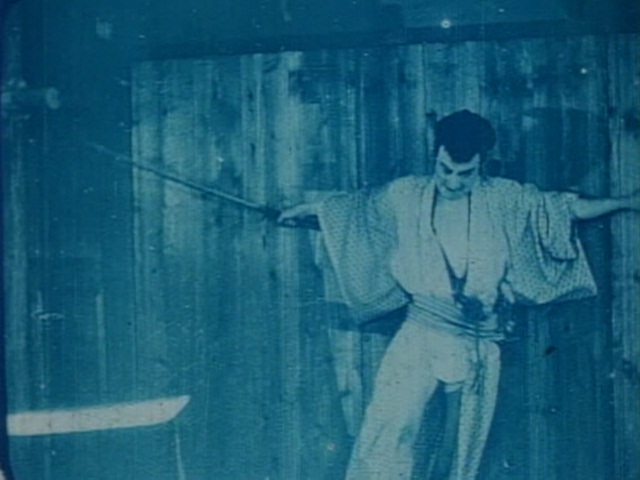
Feux d'artifice (1931)

- 1931 : Feux d'artifice (花火, Hanabi?) aussi réalisé par Mansaku Itami
- 1935 : Le Jeune Homme capricieux (戦国奇譚 気まぐれ冠者, Sengoku kitan: Kimagure kaja?) aussi réalisé par Mansaku Itami
- 1936 : L'Espion Akanichi Kakita (赤西蠣太, Akanichi Kakita?) aussi réalisé par Mansaku Itami
- 1937 : Gonza et Sukejū (権三と助十, Gonza to Sukejū?) aussi réalisé par Mansaku Itami
- 1938 : La Légende du géant (巨人伝, Kyojin-den?) aussi réalisé par Mansaku Itami et adaptation des Misérables
- 1943 : L'Homme au pousse-pousse (無法松の一生, Muhōmatsu no isshō?) réalisé par Hiroshi Inagaki
- 1948 : Main dans la main, les enfants (手をつなぐ子等, Te o tsunagu kora?) réalisé par Hiroshi Inagaki
- 1950 : Profession garde du corps (俺は用心棒, Orewa yojimbo?) réalisé par Hiroshi Inagaki
- 1958 : L'Homme au pousse-pousse (無法松の一生, Muhōmatsu no isshō?) remake du film de 1943, réalisé par Hiroshi Inagaki
- 1965 : L'Homme au pousse-pousse (無法松の一生, Muhōmatsu no isshō?) remake du film de 1943, réalisé par Kenji Misumi

## Récompenses et distinctions
- Prix du meilleur scénario pour Main dans la main, les enfants aux prix du film Mainichi de 1949[13]